# Coppa del Mondo di pattinaggio di velocità 2012
La Coppa del Mondo di pattinaggio di velocità 2012 è una competizione internazionale di pattinaggio di velocità che dura tutta la stagione. Il nome ufficiale è Essent ISU World Cup Speed Skating 2012. La stagione inizierà il 18 novembre 2011 a Čeljabinsk. La Coppa del Mondo è organizzata dalla International Skating Union (ISU).

## Calendario
| Città                   | Luogo                  | Data           | 500 m | 1000 m | 1500 m | 3000 / 5000 m | 5000 / 10000 m | Inseguimento a squadre | Partenza in linea |
| ----------------------- | ---------------------- | -------------- | ----- | ------ | ------ | ------------- | -------------- | ---------------------- | ----------------- |
| Čeljabinsk dettagli     | Uralskaya Molniya      | 18-20 novembre | XX    | X      | X      | X             | —              | X                      | —                 |
| Astana dettagli         | Indoor Skating Stadium | 25-27 novembre | XX    | X      | X      | X             | —              | —                      | X                 |
| Heerenveen dettagli     | Thialf                 | 2-4 dicembre   | XX    | X      | X      | —             | X              | X                      | —                 |
| Salt Lake City dettagli | Utah Olympic Oval      | 21-22 gennaio  | XX    | XX     | —      | —             | —              | —                      | —                 |
| Hamar dettagli          | Vikingskipet           | 11-12 febbraio | —     | —      | X      | X             | —              | X                      | —                 |
| Heerenveen dettagli     | Thialf                 | 2-4 marzo      | XX    | X      | X      | —             | X              | —                      | X                 |
| Berlino dettagli        | Hohenschönhausen       | 19-21 novembre | XX    | X      | X      | X             | —              | —                      | X                 |

## Classifiche maschili

### 500 m uomini
voce principale Coppa del Mondo di pattinaggio di velocità 2012 - 500 m uomini
| Pos. | Atleta           | Punti |
| ---- | ---------------- | ----- |
| 1    | Tucker Fredricks | 488   |
| 2    | Mo Tae-Bum       | 477   |
| 3    | Jan Smeekens     | 435   |

### 1000 m uomini
voce principale Coppa del Mondo di pattinaggio di velocità 2012 - 1000 m uomini
| Pos. | Atleta           | Punti |
| ---- | ---------------- | ----- |
| 1    | Stefan Groothuis | 410   |
| 2    | Shani Davis      | 350   |
| 3    | Denny Morrison   | 305   |

### 1500 m uomini
voce principale Coppa del Mondo di pattinaggio di velocità 2012 - 1500 m uomini
| Pos. | Atleta         | Punti |
| ---- | -------------- | ----- |
| 1    | Ivan Skobrev   | 202   |
| 2    | Kjeld Nuis     | 190   |
| 3    | Denny Morrison | 180   |

### 5000 e 10000 m uomini
voce principale Coppa del Mondo di pattinaggio di velocità 2012 - 5000 e 10000 m uomini
| Pos. | Atleta         | Punti |
| ---- | -------------- | ----- |
| 1    | Jorrit Bergsma | 280   |
| 2    | Sven Kramer    | 210   |
| 3    | Bob de Jong    | 190   |

### Inseguimento a squadre
voce principale Coppa del Mondo di pattinaggio di velocità 2012 - Inseguimento a squadre uomini
| Pos. | Atleta        | Punti |
| ---- | ------------- | ----- |
| 1    | Paesi Bassi   | 200   |
| 2    | Corea del Sud | 140   |
| 3    | Germania      | 140   |

### Partenza in linea
voce principale Coppa del Mondo di pattinaggio di velocità 2012 - Partenza in linea uomini
| Pos. | Atleta         | Punti |
| ---- | -------------- | ----- |
| 1    | Lee Seung-Hoon | 100   |
| 2    | Jonathan Kuck  | 80    |
| 3    | Joo Hyung-Joon | 70    |

## Classifiche femminili

### 500 m donne
voce principale Coppa del Mondo di pattinaggio di velocità 2012 - 500 m donne
| Pos. | Atleta       | Punti |
| ---- | ------------ | ----- |
| 1    | Lee Sang-Hwa | 650   |
| 2    | Jenny Wolf   | 514   |
| 3    | Yu Jing      | 480   |

### 1000 m donne
voce principale Coppa del Mondo di pattinaggio di velocità 2012 - 1000 m donne
| Pos. | Atleta              | Punti |
| ---- | ------------------- | ----- |
| 1    | Christine Nesbitt   | 400   |
| 2    | Marrit Leenstra     | 305   |
| 3    | Laurine van Riessen | 244   |

### 1500 m donne
voce principale Coppa del Mondo di pattinaggio di velocità 2012 - 1500 m donne
| Pos. | Atleta              | Punti |
| ---- | ------------------- | ----- |
| 1    | Christine Nesbitt   | 280   |
| 2    | Ireen Wüst          | 250   |
| 3    | Yekaterina Shikhova | 148   |

### 3000 e 5000 m donne
voce principale Coppa del Mondo di pattinaggio di velocità 2012 - 3000 e 5000 m donne
| Pos. | Atleta            | Punti |
| ---- | ----------------- | ----- |
| 1    | Martina Sáblíková | 300   |
| 2    | Claudia Pechstein | 230   |
| 3    | Linda de Vries    | 156   |

### Inseguimento a squadre
voce principale Coppa del Mondo di pattinaggio di velocità 2012 - Inseguimento a squadre donne
| Pos. | Squadra       | Punti |
| ---- | ------------- | ----- |
| 1    | Canada        | 200   |
| 2    | Russia        | 150   |
| 3    | Corea del Sud | 130   |

### Partenza in linea
voce principale Coppa del Mondo di pattinaggio di velocità 2012 - Partenza in linea donne
| Pos. | Atleta            | Punti |
| ---- | ----------------- | ----- |
| 1    | Mariska Huisman   | 100   |
| 2    | Claudia Pechstein | 80    |
| 3    | Kim Bo-Reum       | 70    |